# 旗津天后宮
22°36′49″N 120°16′07″E / 22.6135300°N 120.2685507°E
旗津天后宮，又稱旗後天后宮，俗稱旗津媽祖廟，是位於高雄市旗津區旗下里奉祀海神媽祖的廟宇，前身是明鄭永曆二十七年（1673年）所建的「媽祖宮」，為高雄最早供奉媽祖的廟宇。《文化資產保存法》修正後是高雄市政府所公告的直轄市定古蹟。清乾隆年間（18世紀）媽祖廟由庄民鳩資重建，光緒十三年（1887年）天后宮第一次大規模修建，日本大正十五年（1926年）信徒蔡吉六發起修建，並著重保存其古拙面貌。民國三十七年（1948年）再次大規模整建。民國七十四年（1985年）列為三級古蹟（目前為直轄市定古蹟）。民國一百零九年（2020年）歷時三年古蹟修復完工，並於隔年10月16日入火安座。

## 媽祖宮興建

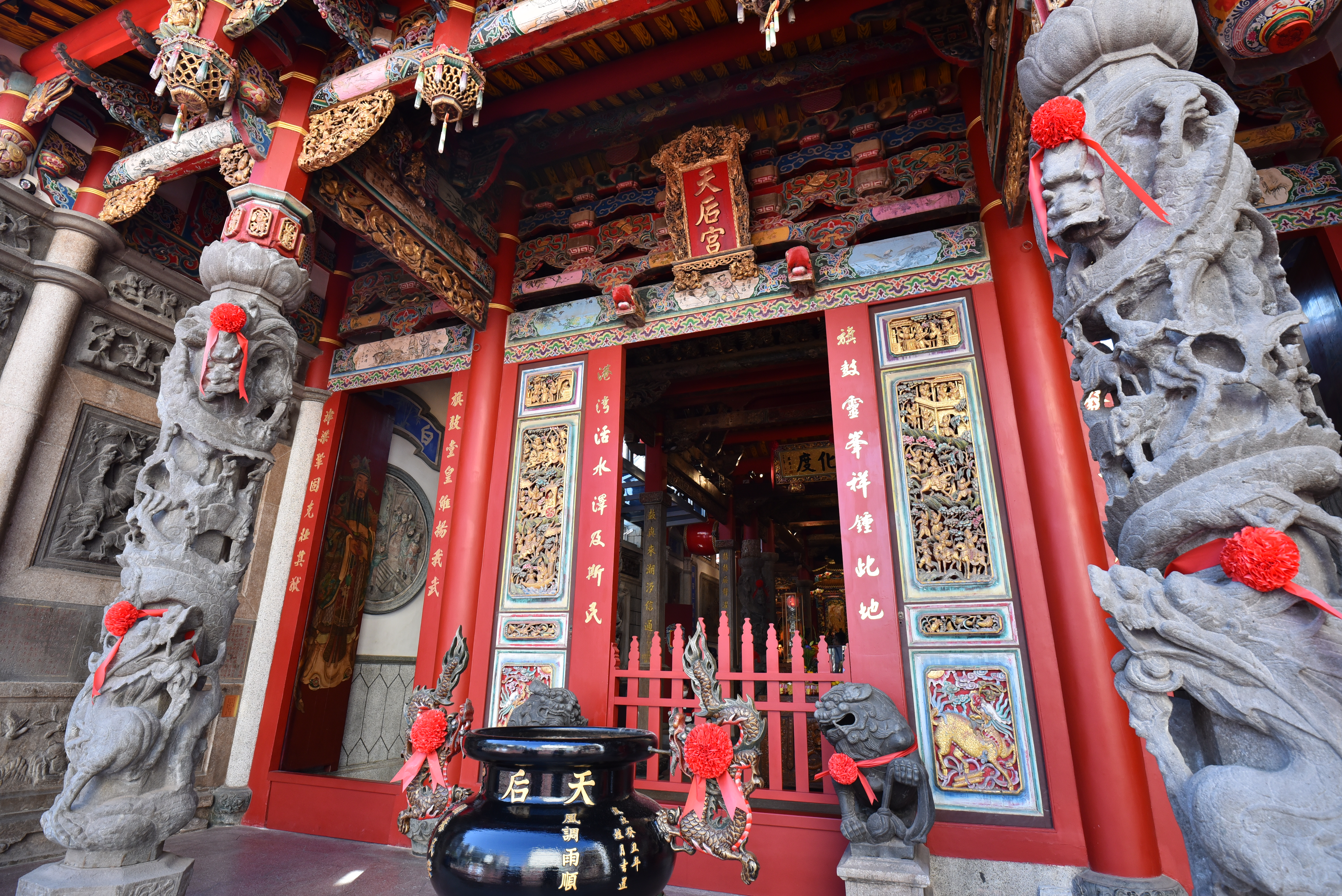
旗津天后宮廟景

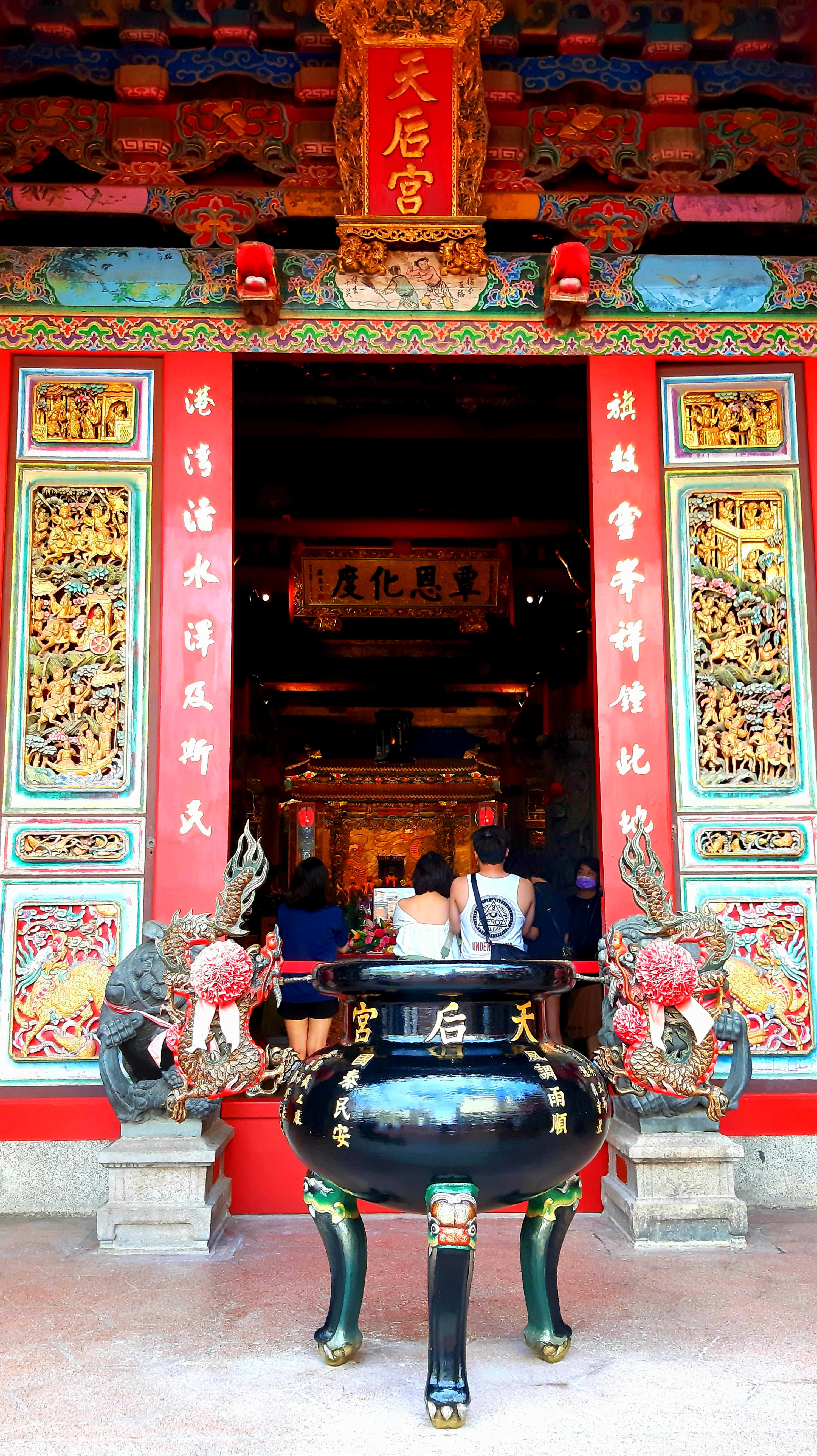
旗津天后宮天公爐

清康熙十二年（1673年），福建漁民徐阿華因在海上遭遇颱風漂流到旗後，並發現有極佳的漁場，回到福建之後，與同鄉的六戶人家（蔡月、洪應、王光好、李奇、白圭、潘踄）舉家遷徙來到旗後，並迎奉湄洲媽祖廟媽祖分靈在天后宮的現址上搭蓋的一座簡便的草寮供奉，並稱之為「媽祖宮」。
康熙三十年（1691年）之後，渡海移居旗后的人口越來越多，而當時旗后的土地多屬於「無主地」，居民爭相將土地劃為己有。徐阿華唯恐媽祖宮的廟地也被居民侵占，遂同當初一同來台的蔡、洪、王、李、白、潘六姓族人共同劃定界地：長廿九丈、寬十九丈，並明定開墾契文，以資後代共守。
|  | 立開墾旗後人庄人徐阿華，於康熙十二年自置一小漁船，住眷捕魚為業，船因颱風逃入旗津港。該港一帶沙汕，並無居民，華睹此山近海，捕魚甚為簡便，先搭蓋一小寮暫避風雨。後則邀同漁人洪應、王光好、蔡月、李奇、白圭、潘踄各蓋草寮，在旗后捕魚，計共十餘家。居民均屬淺鮮，陰盛陽衰，兇歿肆出。妥是公議，既有建立住家，未免建立廟宇保護，四處捐緣，集腋成裘，隨置媽祖宮一座，坐西南向東北，象祀媽祖婆、眾境主。 迨康熙三十年，成旗起藎，人煙稠密，華等恐畏廟地被混圖佔，即會同各姓頭人，公踏丈界，長二十九丈，闊十九丈，東至深溝墘，西至孫、洪二家，南至王家，北至郭家，四至丈明白為界。自今伊始，不論何等人色，概不得假佔過界，倘有奸貪之徒，混蒙公地，議即會同公燬，決不徇私，並保此廟地份。 華邀同洪、王、蔡、李、白、潘六姓頭人，自康熙十二年開墾，三十年丈界明白，實與他人等無干，合立開墾字乙紙，以存後代共鑒，杜絕爭競之禍，俾永遠於無涯矣口炤。 康熙三十年正月 日 立開墾字人：蔡月、洪應、徐阿華、王光好、李奇、白圭、潘踄 |

## 天后宮平面格局

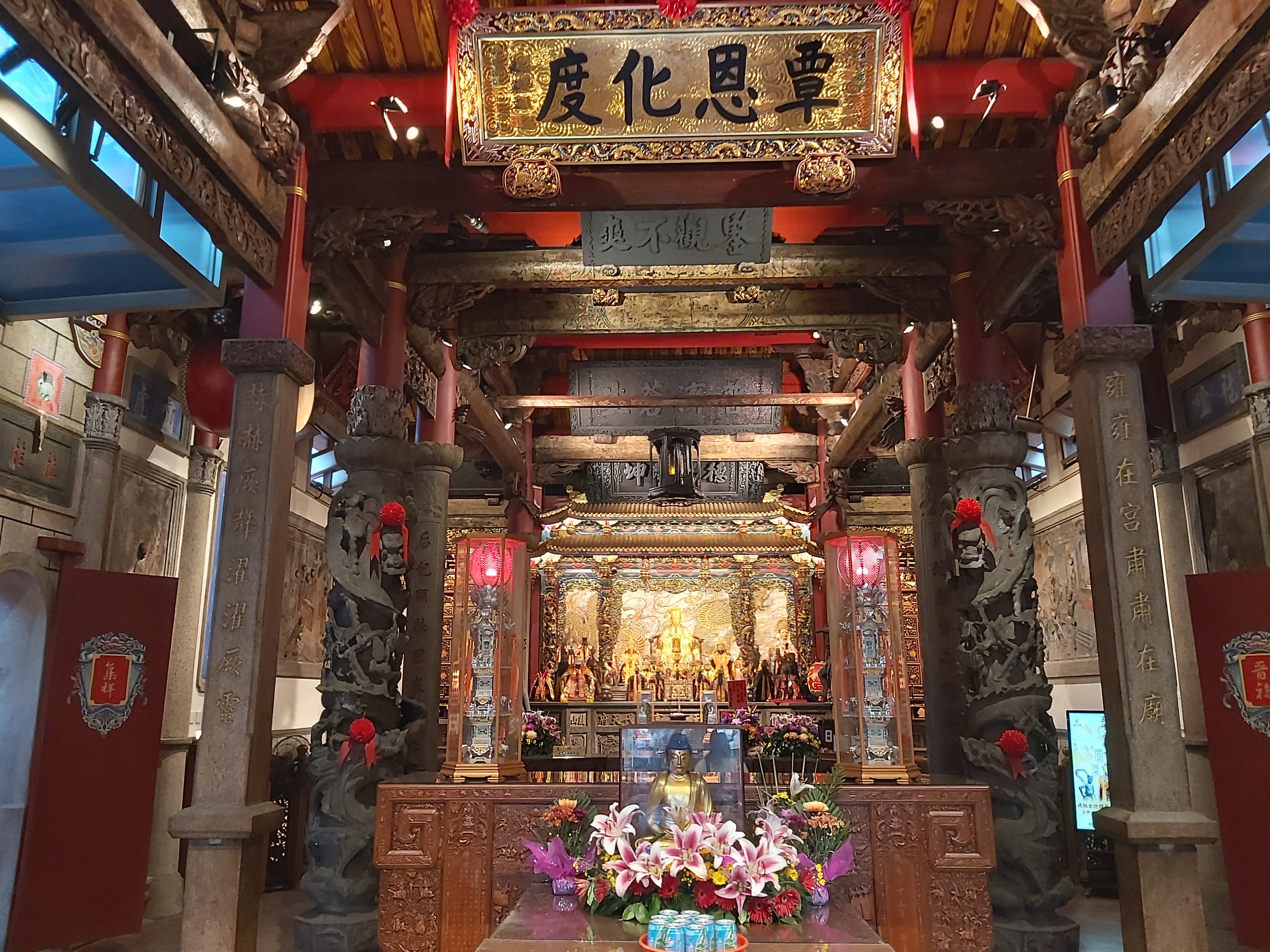
旗津天后宮正殿

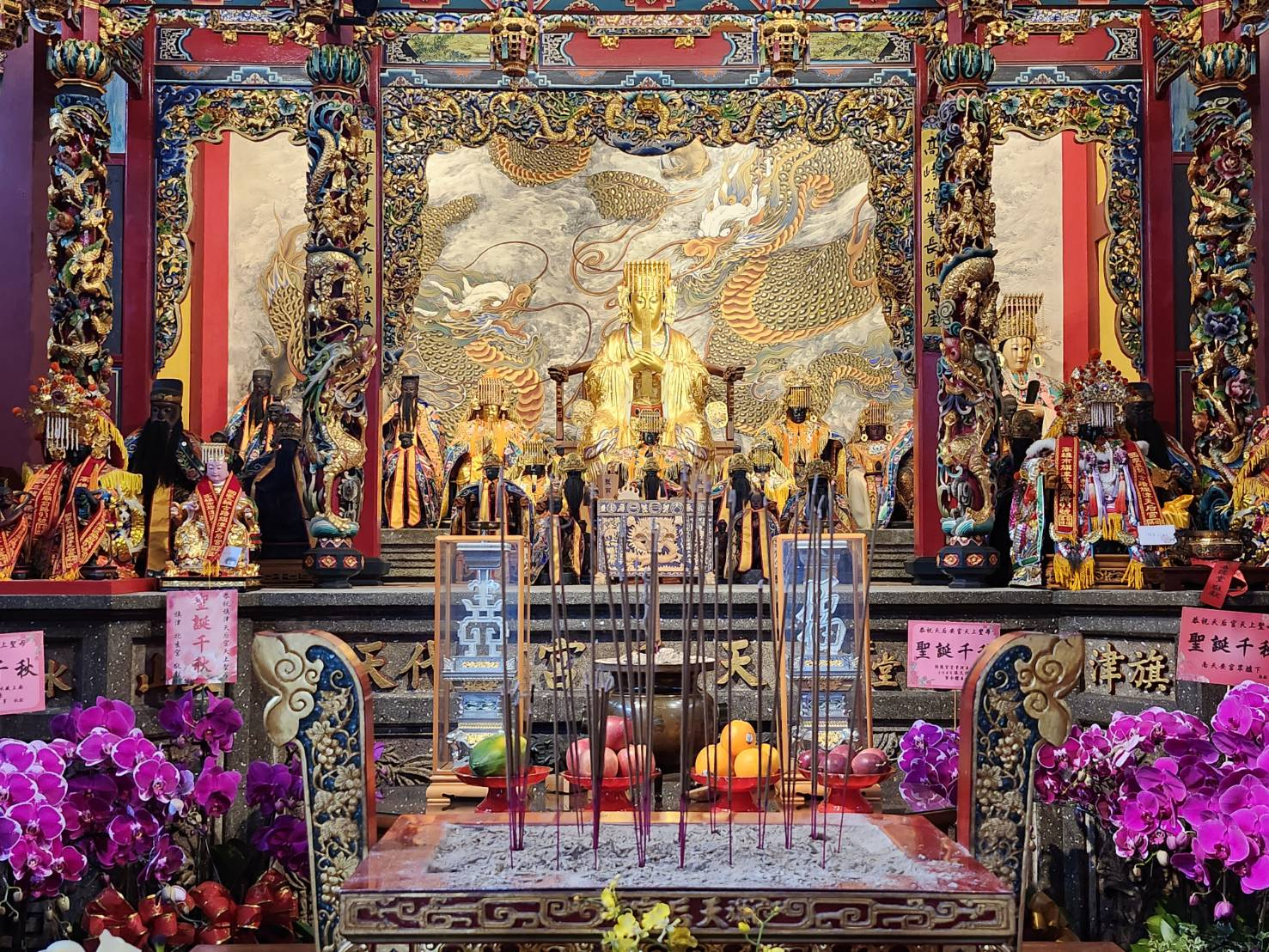
天上聖母神龕

旗津天后宮的建築是遵循古制，屬於南方系統的廟宇建築，材料上以石材為基礎，磚砌牆，木頭為廟頂。到廟上香時要從三川門的左邊進去，從右邊出來，稱之為左青龍、右白虎。廟前廣場以紅磚砌成，廟會時做為野台戲的看台以及廟祭時擺設供桌、供物之用。在打狗時代，廟埕則作為曝晒漁網以及臨時修補竹筏、漁網的場所。
而廟宇平面格局則是屬於兩進三開間兩護室之形式，三川殿與正殿之間又有一座拜殿相連。從廟埕踏入三川門的三級花崗石台階，是由明鄭永曆廿七年（1673年）渡海所用的壓艙石砌成。進入三川門門口之後，除了斗拱之外，就是各種造型及表現不同技法的石雕作品，其中包括龍柱、龍壁、虎壁、石獅和壁雕造型等，雕工頗有可看之處。拜殿置神桌一組，供奉釋迦牟尼佛。
廟宇縱深二落，正殿為奉祀主神媽祖及諸同陪祀神之場所，神房正中為天上聖母大媽，旁為二媽、三媽、湄洲媽以及千里眼、順風耳將軍與宮娥；左側奉祀源自旗后臨水宮之順天聖母，前為成都大帝及白府千歲；右側奉祀源自明心社修善堂之文衡聖帝、孚佑帝君、太白金星、許真人、王天君及關平、周倉將軍。神房前排正中為原代天府之李池吳三府千歲和劍印童；左側為來自鼓山之水仙尊王；右側為媽祖之駕前先鋒鐘府中軍。龍邊神龕奉祀註生娘娘，虎邊則為福德正神及齊天大聖。此外尚祀有三山國王。
廟宇左右為護龍的平面格局，東護室（左護龍）被分隔為兩個小間，分別為文昌殿及太歲殿，文昌殿祀奉呂仙祖、孟府郎君、大成至聖孔夫子神位以及臺灣水師協兩位將領之祿位，兩旁為源自臨水宮之王大太保及楊二太保；太歲殿奉祀太歲星君神位、觀音佛祖及分靈神尊。西護室（右護龍）則採取總間的形式，後方為奉祀月老星君之神龕，前方則安奉王船及做為儲放神具祭器之用。在大殿與護室之間另外搭有過水亭具遮雨功能，使獨立居中的正殿可以與左右護室相通。
另外內牆或上側遍佈了神話故事或歷史人物的浮雕彩繪，以及麒麟木雕等，姿態生動，栩栩如生。廟側天井有一口光緒十二年（1886年）的鑄鐘；右護室有一對光緒十八年（1892年）的木楹聯，上面刻有：「旗峰煥彩浮光照，鼓嶼來潮汐信通」。除此之外還有康熙三十年（1691年）的「墾耕契文」。
另外天后宮還有記載著當時歷史背景的石碑二方：一為民間、一為官方所設。
- 船戶公約碑：於咸豐九年（1859年）立。其意旨在說明當時打狗港內多淺灘、暗礁，無法讓太多船隻一起進港，因此各船戶間約定相互協助所立的公約。
- 嚴禁勒索以肅口務示告碑：同治六年（1867年）立，由於打狗於1863年開港後，當時旗后的駐防官員常藉機索賄，引起通關民眾不滿，赴衙門陳情之後，立此碑於渡口附近告誡為守關駐防官員。

## 歷史沿革

### 媽祖宮時期
- 康熙十二年（1673年）建廟，媽祖木刻本尊由閩南迎奉來台。
- 康熙三十年（1691年），徐阿華唯恐媽祖宮的廟地被當時居民侵占，遂同當初一同來台的蔡、洪、王、李、白、潘六姓族人共同劃定界地：長廿九丈、寬十九丈，並明定開墾契文，以資後代共守。
- 乾隆三十年（1765年），由莊民募資重建媽祖宮，將原來的茅草竹屋改成石造小廟。
- 光緒十三年（1887年），天后宮第一次的大規模修建。洋商張怡記重修媽祖宮，共六間，並正式更名為「天后宮」。

### 天后宮時期
- 大正十五年（1926年），信徒蔡吉六自唐山購入紅磚、石材、木料，重建天后宮為兩殿兩護式，並奠定今日旗后天后宮的外觀，是天后宮第二次的大規模整建。
- 民國三十七年（1948年），天后宮第三次大規模整建。一次颱風漲潮之後，天后宮屋頂也因為老舊而漏水，士紳蔡文賓及漁民多人發起整修天后宮，但由於當時戰後不久，一般人經濟普遍不佳，於是漁會決定捐油，而漁民在出海時則向漁會購油，所得款項再捐予廟方作為重建。這次整修後將大殿前庭墊高三呎，並在前後殿間加建拜亭相連，整建後的廟內彩繪是出自於當時名家陳玉峰的彩繪。而屋頂的剪黏等藝術裝飾也為古廟增添了奪目的光彩。
- 民國六十三年（1974年），天后宮四周外壁以洗石重新修建。
- 民國六十八年（1979年），台灣內政部1979年10月8日「台內民字第四九二零三號函」暫定旗津天后宮為國家三級古蹟。
- 民國七十四年（1985年），台灣內政部1985年8月19日「台內民字第338095號函」公告旗津天后宮為國家三級古蹟。
- 民國八十六年（1997年），中國福建湄洲媽祖廟「鎮殿金尊」首次來台，並於旗津天后宮駐驆。
- 民國八十七、九十年（1998年、2001年），旗津天后宮天上聖母蒞駐高雄燈會遶境出巡。
- 民國九十八年（2009年），現代化香客大樓「旗峯會館」落成啟用。
- 民國一百零三年（2014年），「旗津媽祖」過港祈福會香巡禮遶境大典，也是高雄港過港隧道首次開放行人徒步進入。
- 民國一百零六年（2017年），旗津天后宮進行古蹟重修動土開工典禮，由葉世宗建築師事務所負責古蹟修復[4]。
- 民國一百零八年（2019年），旗津天后宮進行古蹟重修陞樑吉慶典禮。
- 民國一百零九年（2020年），百年王船重修添載祈福法會。
- 民國一百零九年（2020年），2017年前往中國杭州月老祖廟，恭請香火回台雕塑月老星君後開光啟靈。
- 民國一百一十年（2021年），古蹟重修完工後10月16日入火安座[2]。
- 民國一百一十一年(2022年），10月29、 30日過港祈福會香巡禮大典。2022過港祈福會香巡禮大典

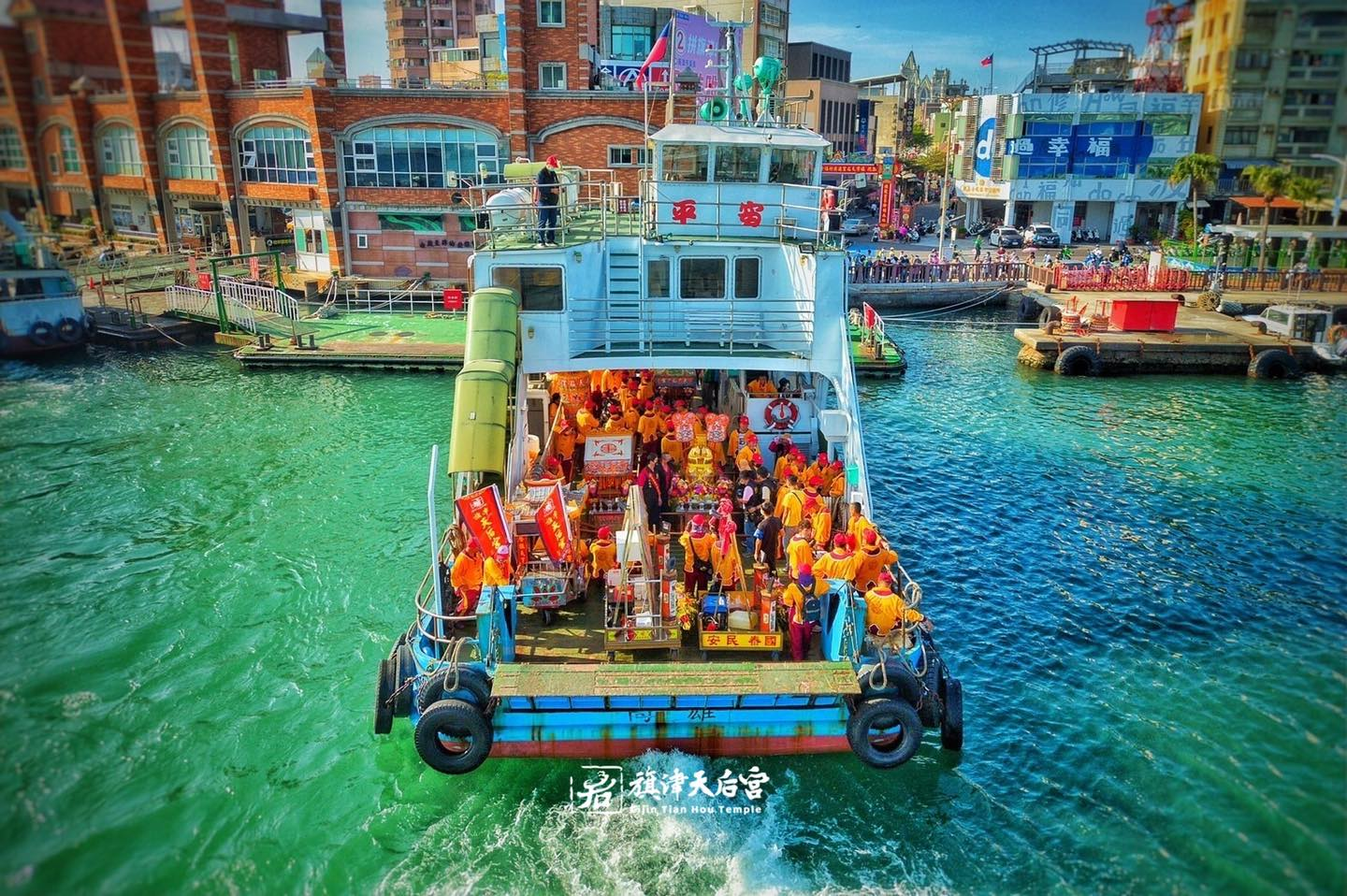
2022過港祈福會香巡禮大典

## 木雕、彩繪及裝飾

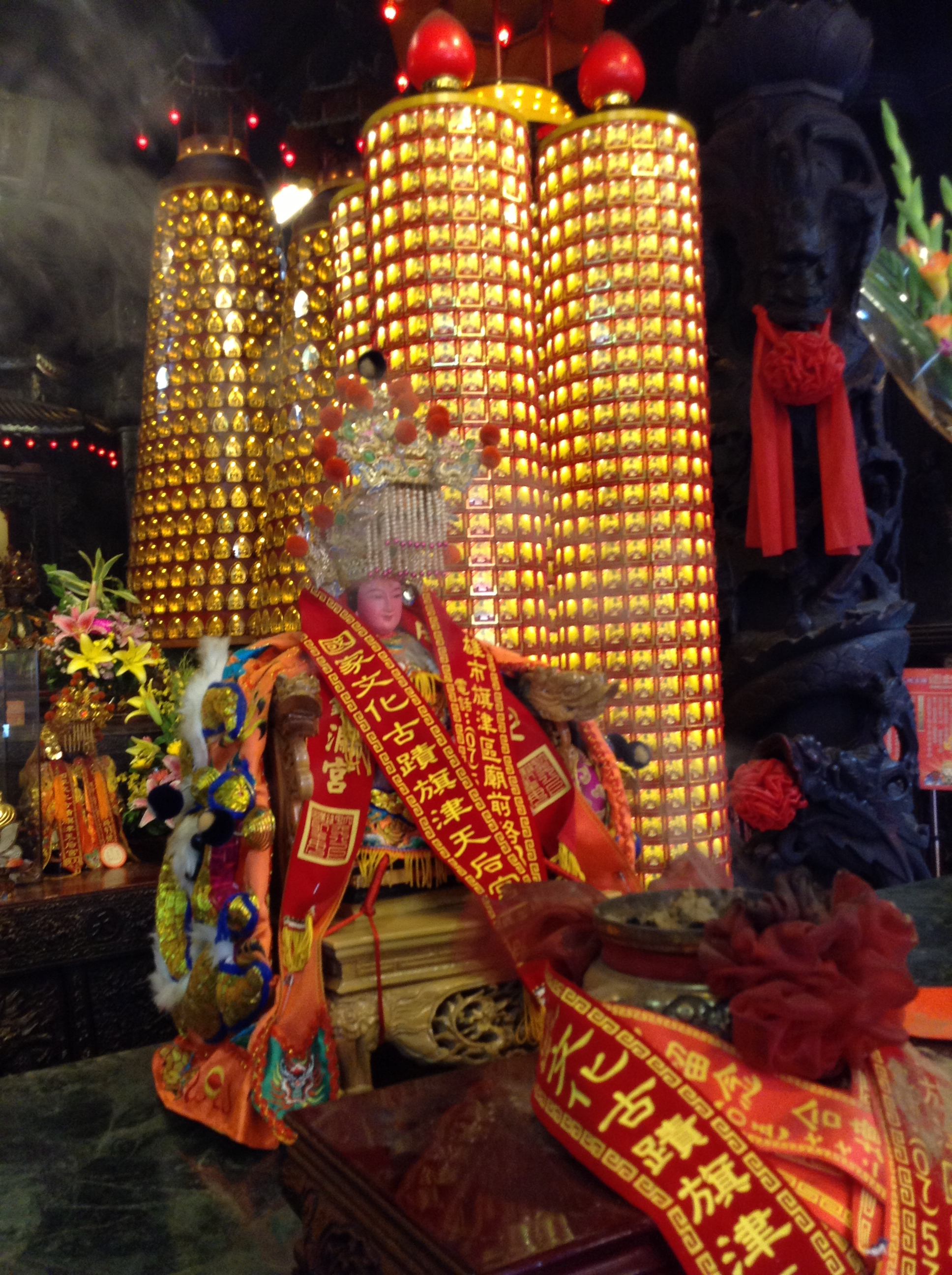
前來旗津天后宮進香的媽祖

### 木雕
旗津天后宮的媽祖神像是1673年建廟時由閩南迎奉來台。

### 彩繪藝術
旗津天后宮中許多重要的彩繪諸如：門神、通樑、楣堵、壁畫、浮雕以及平面畫等等，都是出自彩繪大師陳玉峰之手，在戰後初期時所繪。

### 龍柱
旗津天后宮共有三對龍柱。在三川門兩側的屋簷下是一對蟠龍石柱，為清末台灣廟宇流行的典型之（一柱雙龍），或稱之為「天翻地覆」式。上下各有一條鏤空的蟠龍環抱石柱作翻騰飛舞姿態，並以油彩塗色。另兩對龍柱分別位於前殿的拜殿前及後殿的神龕前，其造形類似三川門的龍柱。目前廟方為了維護龍柱的完整，在龍柱外側均以朱紅的鐵欄鑲護，以免碰撞而有所損壞。

### 屋宇

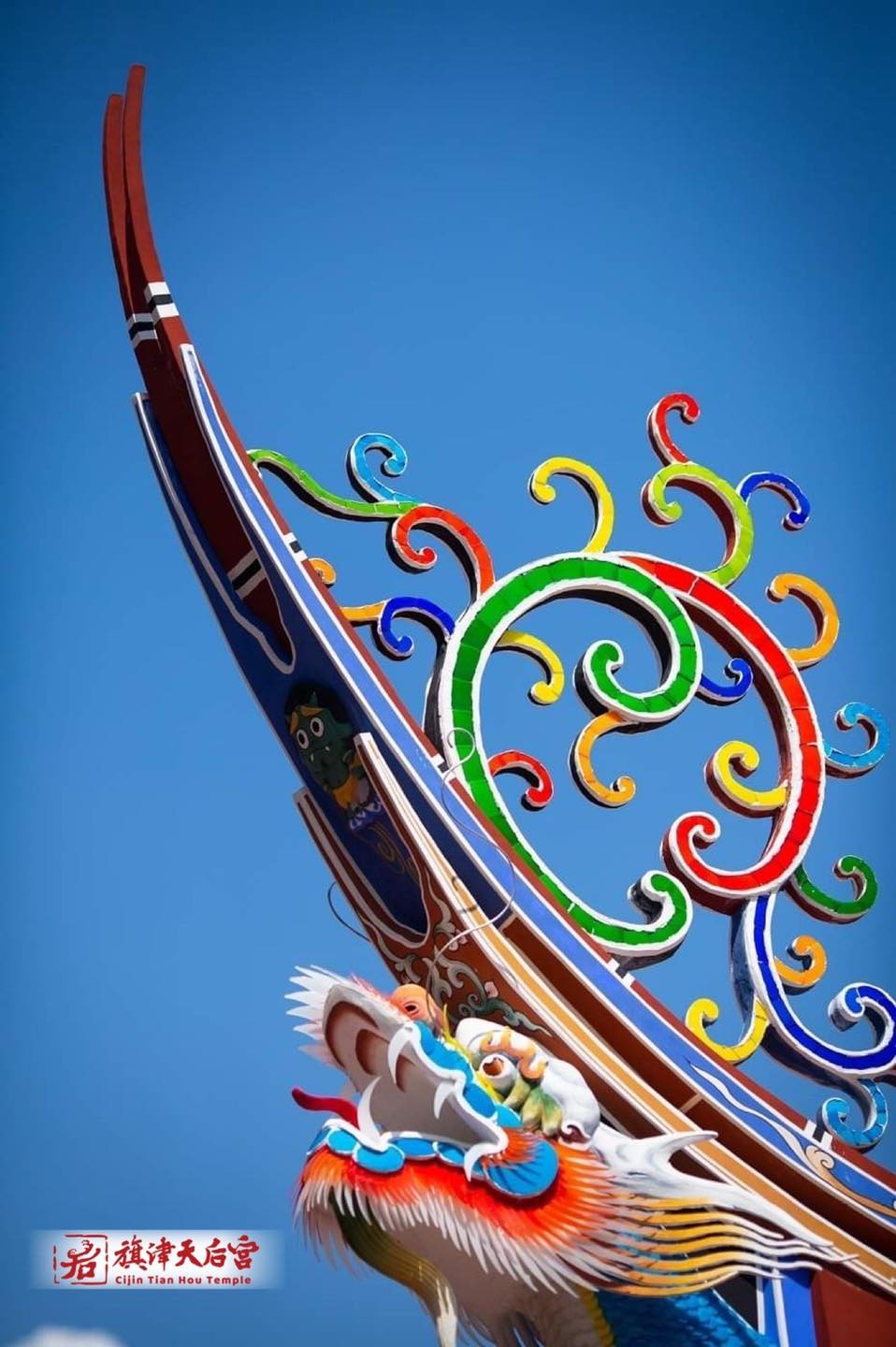
旗津天后宮燕尾脊

旗津天后宮的屋宇除了華麗的剪黏裝飾之外，在三川燕尾式的屋脊另飾有龍鳳、璃首、鴟吻等吉祥或辟邪的剪黏圖案。一如台灣的多數廟宇，旗后天后宮用了許多的「剪黏」來裝飾屋頂。先以鉛線作為骨架編成各種不同的形態，之後糊上灰泥，再將彩色陶片、玻璃片、瓷片等剪成需要的形狀貼在灰泥上。從最上方彎曲揚起的燕尾脊線往下，依次有雙龍、三仙翁、西施脊、大脊堵、排頭、捲草等，正脊邊緣的捲草紋飾相當精細，三川脊上有鯉魚吐水的紋路，傳說可以防火災脊帶上另外塑有取自忠孝節義的故事不同題材的牌頭人物。

## 外部連結
- 旗津天后宮 （页面存档备份，存于）
- 旗津天后宮的Facebook專頁
- 旗津天后宮——文化部文化資產局 （页面存档备份，存于）
- 旗津天后宮——高雄市政府文化局